# Pfarrkirche Hennersdorf

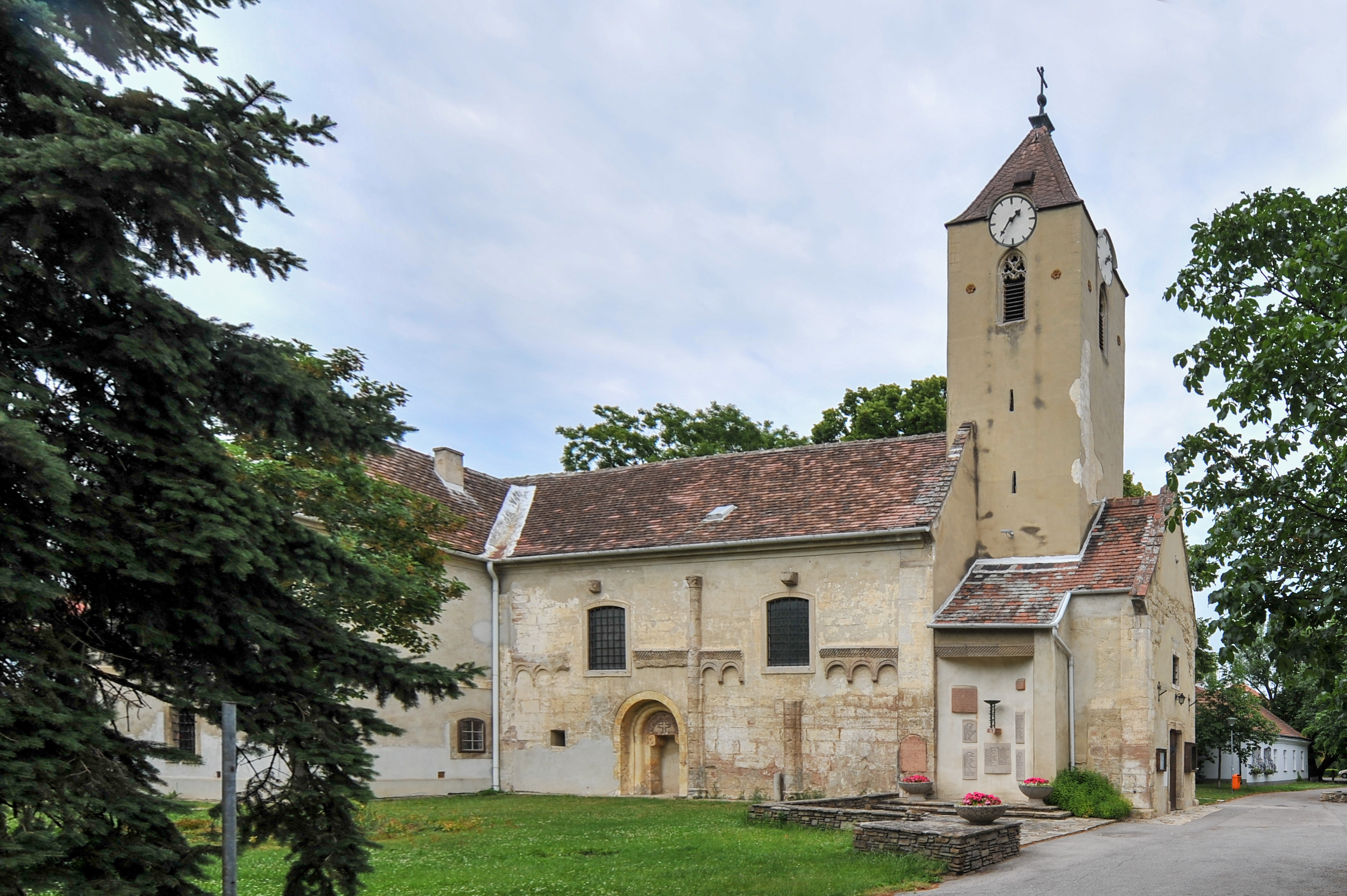
Kath. Pfarrkirche hl. Andreas in Hennersdorf

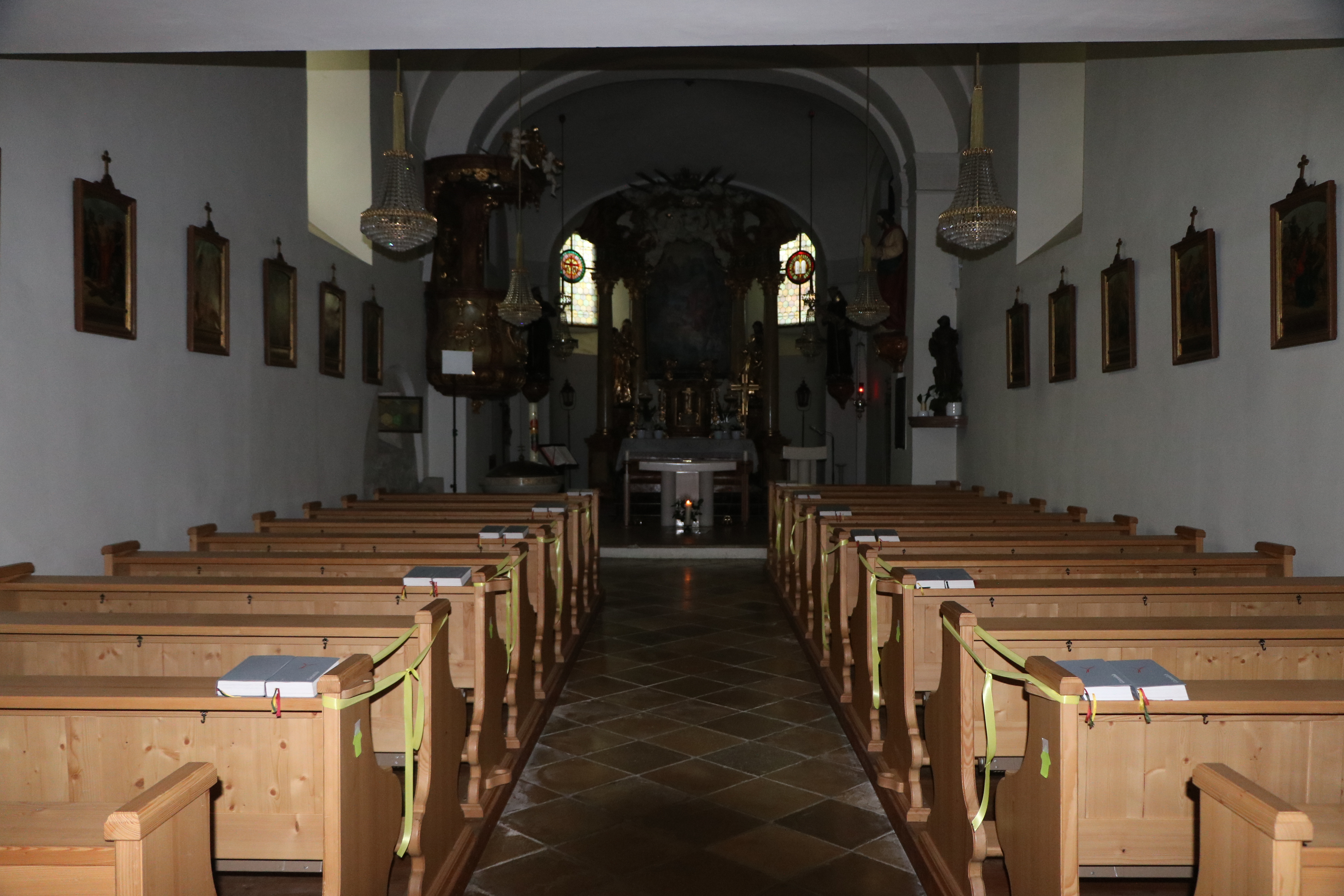
Innenraum

Die römisch-katholische Pfarrkirche Hennersdorf steht im Norden des Hauptplatzes in der Gemeinde Hennersdorf im Bezirk Mödling in Niederösterreich. Die dem heiligen Andreas gewidmete Kirche gehört zum Dekanat Perchtoldsdorf im Vikariat Unter dem Wienerwald der Erzdiözese Wien. Die Kirche und der ehemalige Friedhof stehen unter Denkmalschutz.

## Geschichte
Die Filiale von St. Stephan zu Wien wurde 1270 urkundlich genannt. Die Kirche wurde im 14. Jahrhundert Pfarrkirche bis zur Reformationszeit. Mit 1733 war die Kirche wieder eine katholische Pfarrkirche. 
Der romanische Saalbau aus dem zweiten Viertel des 12. Jahrhunderts hat einen gotischen Ostturm. Mit einem barocken Chor mit einem Sakristeianbau aus der Mitte des 18. Jahrhunderts wurde die Kirche nach Westen orientiert. Urkundlich erfolgte 1758 der Umbau und Erweiterungsbau mit dem Architekten Johann Georg Kirchhofer. Das romanische Südportal wurde 1758 zugemauert und 1941 freigelegt. 1982 war eine Restaurierung.

## Architektur
Das Langhaus ist ein bemerkenswerter romanischer Quaderbau, wo die vierachsige Gliederung durch Ecklisenen und Lisenenhalbsäulen großteils erhalten ist. Die Halbsäulen haben attische Basen, mit Würfeln bzw. Weintrauben reliefierte Kapitelle, und sind im zweiten Drittel der Höhe mit einem Gurtgesims verbunden. Das Gurtgesims wurde als sichelförmiges Rundbogenfries bzw. Schachbrettfries ausgeführt. Traufsteine bilden die obere Eckmarkierung des Bauwerkes. Das romanische Südportal ist ein Zweistufenportal mit einem kämpferlosen Viertelkreiswulst, Konsolschultern, Tympanonrelief Kreuz unter Palmen und Wellenrankenbogen. Die Flachbogenfenster wurden 1758 ausgebrochen.
Der barocke Chor mit Anbauten aus 1758 in gleicher Breite wie das Langhaus hat eine korbbogige Apsis und zwei außen symmetrisch angebaute querschiffartige Sakristeianbauten mit Oratorien mit Segmentbogenfenstern und Rechteckfenstern.
Der gotische Ostturm hat im Erdgeschoß eine Vorhalle, welche ehemals das romanische Chorquadrat war und im Apsisaufriß noch erkennbar ist. Das barocke Ostportal ist mit 1758 bezeichnet und zeigt im Giebel eine eingemauerte Türkenkugel. Der sekundär erbaute viergeschoßige gotische Turm hat Schartenfenster und im Glockengeschoß spitzbogige Maßwerkfenster aus der Mitte des 14. Jahrhunderts.
Das Kircheninnere zeigt sich als zweijochiges Langhaus mit einem Platzlgewölbe zwischen Gurten. Die balkonartige Orgelempore ist aus dem Ende des 19. Jahrhunderts. Der einjochige Chor ist leicht erhöht und setzt sich mit Doppelgurten aus Wandpfeilern vom Langhaus ab. Der Chor hat ein Kalottengewölbe, die Korbbogenapsis hat ein Platzlgewölbe. Die Sakristei und die Taufkapelle haben Kreuzgratgewölbe.
Eine Wandmalerei aus der Mitte des 12. Jahrhunderts als Fragment an der Langhausostwand als ehemalige Triumphbogenwand zeigt drei Köpfe und Christus am Ölberg.

## Ausstattung
Der spätbarocke illusionistische Hochaltar als Halbtempiertto mit einer frei stehenden Säulenkolonnade mit Wolken und Putti in den Giebelschenkeln ist aus der Mitte des 18. Jahrhunderts und wurde 1947 restauriert. Das Hochaltarbild hl. Andreas ist an der Chorrückwand, die seitlichen Statuen zeigen die Heiligen Anna mit Maria und Josef mit dem Jesusknaben. Der Tabernakel hat seitliche Urnen und adorierende Engel. Die spätbarocke Kanzel aus der Mitte des 18. Jahrhunderts zeigt Reliefs mit Moses und Guter Hirte. Am Triumphbogen sind barocke Statuen der Heiligen Franz von Assisi und Antonius von Padua. Eine Statue hl. Johannes Nepomuk aus dem Ende des 18. Jahrhunderts steht am Oratorium. Die Statue Herz Jesu entstand um 1900. Das Kruzifix ist aus dem 19. Jahrhundert. Die Kreuzwegbilder entstanden um 1900.
Zwei Grabplatten sind aus 1768 und 1790.
Die Orgel mit 8 Registern bauten 1898 die Gebr. Rieger aus Jägerndorf.